# Rebecca Gomperts
Rebecca Gomperts (Paramaribo, 29 juli 1966) is een Nederlands arts. Zij is een bekend activist voor vrouwenrechten en in het bijzonder abortusrechten met haar organisaties Women on Waves en Women on Web.

## Leven en werk
Gomperts werd geboren in Suriname en groeide vanaf haar derde op in Vlissingen. Daar nam haar moeder haar een keer mee naar het Greenpeaceschip de Rainbow Warrior, wat een grote invloed zou hebben op haar verdere leven.
Zij studeerde geneeskunde, beeldende kunst aan de Rietveld Academie, en volgde een zeilvaartopleiding aan de Enkhuizer Zeevaartschool. In 2011 haalde zij een master in Public Policy aan de Princeton-universiteit. Daarna begon zij aan een promotieonderzoek aan het Karolinska-instituut.
Na haar artsexamen werkte Gomperts als abortusarts in een abortuskliniek in Nederland, en bij Greenpeace als scheepsarts en milieuactivist op de Rainbow Warrior II. De verhalen die ze hoorde tijdens haar reizen naar Zuid-Amerika over ongewenste zwangerschappen en het gebrek aan toegang tot veilige, legale abortus, inspireerden haar om in 1999 Women on Waves op te richten.
In 2005 startte zij Women on Web, een online hulpdienst die vrouwen in landen waar geen veilige abortusmogelijkheden zijn, helpt om een medische abortus te krijgen. In 2016 kreeg Women on Web tienduizend e-mails per maand, uit 123 landen, in heel 2019 180.000 e-mails. In 2018 richtte zij Aid Access op, ten behoeve van hulp aan vrouwen in de Verenigde Staten.
Naast professionele artikelen en essays schreef Gomperts de roman Zeedrift. De documentaire Vessel uit 2015 gaat over Gomperts' werk tijdens de eerste jaren van Women on Waves en de evolutie naar Women on Web.
In september 2020 plaatste het internationaal georiënteerde Amerikaanse opinieblad Time Gomperts op de lijst van 100 invloedrijkste mensen van 2020.

## Onderscheidingen
- Women Making History Award van Planned Parenthood of New York City, 2002
- Clara Meijer-Wichmann Penning van de Liga voor de Rechten van de Mens, 2002
- Margaret Sanger Woman of Valor Award, 2004
- Global Women’s Rights Awards van de Feminist Majority Foundation, 2007
- De organisatie Women Deliver noemde haar een van de honderd "most inspiring people delivering for girls and women", 2011
- Allan Rosenfield Award for Lifetime Contributions to International Family Planning van de Society of Family Planning, 2012[3]
- Els Borst-oeuvreprijs, 2015[7]
- Aletta Jacobsprijs van de Rijksuniversiteit Groningen, 2022[12]

- International Standard Name Identifier: 0000 0000 3409 3920
- Library of Congress Control Number: n99049436
- Nationale Bibliotheek van Israël: 987007402116305171
- Nederlandse Thesaurus van Auteursnamen: 181300397
- LIBRIS: 374229
- Virtual International Authority File: 63341110
- WorldCat: E39PBJdcvDWvh3jq6KxtfjPfbd